# 兰陵古墓
兰陵古墓，位于山东省临沂市兰陵县兰陵镇，是中华人民共和国山东省文物保护单位之一。
1977年12月23日，授予山东省文物保护单位，是一座古墓葬。